# Juste avant la guerre avec les Esquimaux
Juste avant la guerre avec les Esquimaux (titre original : Just Before the War with the Eskimos) est une nouvelle de l'écrivain américain J. D. Salinger, publiée pour la première fois le 5 juin 1948 dans le New Yorker, et rééditée ensuite dans le recueil de nouvelles Nine Stories en 1953.

## Résumé
Cette nouvelle commence par une dispute entre les camarades de classe Ginnie Mannox et Selena Graff, qui fréquentent l'école de Miss Basehoar à Manhattan. Ginnie confronte Selena au sujet de l'habitude de Selena de ne pas payer le taxi qu'elles prennent ensemble après leur entrainement de tennis le samedi. Selena essaie d'expliquer à Ginnie que sa mère est malade et que lui demander de l'argent directement est compliqué et que Selena préférerait apporter l'argent en classe plus tard, mais Ginnie insiste pour que Selena la rembourse immédiatement. Cette dispute emmène les deux filles à l'appartement de Selena, où Selena va chercher de l'argent auprès de sa mère, laissant Ginnie seule dans le salon.
La grande partie du récit suit la conversation de Ginnie avec Franklin, le frère aîné étrange de Selena, que Ginnie rencontre tandis que Selena demande l'argent à sa mère. Ginnie semble repoussée par Franklin, qui se glisse dans la pièce en portant un pyjama et un pansement autour du doigt, qu'il s'est coupé accidentellement dans la salle de bain. Au cours de leur conversation, Franklin révèle qu'il a rencontré une fois la sœur de Ginnie, Joan, et la considère comme la "Reine des snobs." Il mentionne également que ses problèmes cardiaques inexpliqués lui ont interdit d'entrer dans l'armée, et qu'il travaille dans une usine d'avions depuis trente-sept mois. Parce que c'est l'heure du déjeuner, Franklin offre à Ginnie la moitié de son sandwich au poulet, puis il rentre dans sa chambre pour se préparer à l'arrivée de son ami Eric. Eric et Franklin ont prévu d'aller voir la Belle et la Bête de Cocteau, qu'Eric considère comme un chef-d'œuvre. Alors qu'il est parti, Eric arrive et se plaint longuement à Ginnie de son colocataire, qui est un écrivain.
Quand Selena revient au salon avec l'argent, Ginnie insiste pour que Selena le garde. Ginnie dit aussi qu'elle pourrait venir plus tard dans l'après-midi, même si elle avait déjà suggéré qu'elle avait déjà des projets pour cette soirée. Pendant sa marche vers un arrêt de bus, Ginnie envisage de jeter le sandwich au poulet que Franklin lui a donné, mais décide finalement de ne pas le faire, se rappelant comment il lui a fallu trois jours pour jeter un poussin de Pâques mort.